# Хронологія подій програми «Вояджер»
У наведеній нижче таблиці подано події, пов'язані із задумом і реалізацією американської наукової космічної програми «Вояджер», зокрема хронологія польоту зондів, запущених у рамках цієї програми, — «Вояджер-1» і «Вояджер-2».
| Дата                   | Подія | Подія |
| Дата                   | «Вояджер-1» | «Вояджер-2» |
| ---------------------- | --- | --- |
| 1964 рік               | Аерокосмічний інженер Лабораторії реактивного руху НАСА Гері Фландро розробив програму «Гранд-тур», яка передбачала запуск космічного корабля до зовнішніх планет Сонячної системи. | Аерокосмічний інженер Лабораторії реактивного руху НАСА Гері Фландро розробив програму «Гранд-тур», яка передбачала запуск космічного корабля до зовнішніх планет Сонячної системи. |
| Літо 1965 року         | Здійснено розрахунки, згідно з якими наприкінці 1970-х років чотири газові гіганти Сонячної системи — Юпітер, Сатурн, Уран і Нептун — розташовуються так, що космічний корабель, запущений у цей час, здійснивши низку гравітаційних маневрів, матиме змогу відвідати їх усі. Таке розташування трапляється раз на 175 років.                                                                                              | Здійснено розрахунки, згідно з якими наприкінці 1970-х років чотири газові гіганти Сонячної системи — Юпітер, Сатурн, Уран і Нептун — розташовуються так, що космічний корабель, запущений у цей час, здійснивши низку гравітаційних маневрів, матиме змогу відвідати їх усі. Таке розташування трапляється раз на 175 років. |
| 1966 рік               | Лабораторія реактивного руху НАСА схвалила місію, і почалася робота над нею. Оскільки на початку планувалося, що космічні апарати програми будуть аналогічні або подібні апаратам програми «Марінер», які вже пролітали повз Меркурій, Венеру і Марс, на початку нова програма планувалася як продовження програми «Марінера» і називалася Mariner Jupiter-Saturn (MJS) і Mariner Jupiter-Saturn-Uranus (MJSU).            | Лабораторія реактивного руху НАСА схвалила місію, і почалася робота над нею. Оскільки на початку планувалося, що космічні апарати програми будуть аналогічні або подібні апаратам програми «Марінер», які вже пролітали повз Меркурій, Венеру і Марс, на початку нова програма планувалася як продовження програми «Марінера» і називалася Mariner Jupiter-Saturn (MJS) і Mariner Jupiter-Saturn-Uranus (MJSU). |
| 01.07.1972             | НАСА затвердило програму з назвою Mariner Jupiter/Saturn 1977. Початкові плани передбачали лише проліт повз Юпітер і Сатурн. Управління програмою передано Лабораторії реактивного руху в Пасадіні, штат Каліфорнія. | НАСА затвердило програму з назвою Mariner Jupiter/Saturn 1977. Початкові плани передбачали лише проліт повз Юпітер і Сатурн. Управління програмою передано Лабораторії реактивного руху в Пасадіні, штат Каліфорнія. |
| 13–15.12.1972          | Перше засідання наукової керівної групи в Лабораторії реактивного руху. | |
| 04.03.1977             | НАСА вирішило, що конструкція нових космічних апаратів настільки відрізняється від апаратів сімейства «Марінер», що програма заслуговує на окрему назву, і оголосило конкурс на перейменування місії. | НАСА вирішило, що конструкція нових космічних апаратів настільки відрізняється від апаратів сімейства «Марінер», що програма заслуговує на окрему назву, і оголосило конкурс на перейменування місії. |
| 20.08.1977             | | О 14:29:00 UTC запущено апарат «Вояджер-2». |
| 05.09.1977             | О 12:56:00 UTC запущено апарат «Вояджер-1». | |
| 18.09.1977             | «Вояджер-1» надіслав першу космічну фотографію Землі та Місяця. | |
| 10.12.1977             | Обидва «Вояджери» увійшли в пояс астероїдів. | Обидва «Вояджери» увійшли в пояс астероїдів. |
| 19.12.1977             | «Вояджер-1» наздогнав «Вояджер-2», який був запущений 16 днями раніше. | «Вояджер-1» наздогнав «Вояджер-2», який був запущений 16 днями раніше. |
| 05.04.1978             | | Вийшов з ладу основний радіопередавач «Вояджера-2», і відтоді радіообмін здійснювався за допомогою резервного радіопередавача. |
| Червень 1978 року      | | Вийшов з ладу первинний радіоприймач. Решту місії використовувався резервний радіоприймач. |
| 08.09.1978             | «Вояджер-1» вийшов із поясу астероїдів. | |
| 21.10.1978             | | «Вояджер-2» вийшов з поясу астероїдів. |
| 06.01.1979             | «Вояджер-1» на відстані 58 мільйонів кілометрів від Юпітера почав фазу дослідження системи Юпітера. | |
| 05.03.1979             | «Вояджер-1» досліджує систему Юпітера: - 06:54: проліт повз Амальтею на відстані 420 200 км. - 12:05:26: максимальне зближення з Юпітером на відстані 348 390 км від барицентра. - 15:14: проліт повз Іо на відстані 20 570 км. - 18:19: проліт повз Європу на відстані 733 760 км. | |
| 06.03.1979             | «Вояджер-1» досліджує систему Юпітера: - 02:15: проліт повз Ганімед на відстані 114 710 км. - 17:08: проліт повз Каллісто на відстані 126 400 км. | |
| 13.04.1979             | «Вояджер-1» завершив фазу дослідження системи Юпітера. | |
| 24.04.1979             | | «Вояджер-2» почав фазу дослідження системи Юпітера. |
| 08.07.1979             | | О 12:21 «Вояджер-2» пролетів повз Каллісто на відстані 214 930 км. |
| 09.07.1979             | | «Вояджер-2» увійшов у систему Юпітера: - 07:14: проліт повз Ганімед на відстані 62 130 км. - 17:53: проліт повз Європу на відстані 205 720 км. - 20:01: проліт повз Амальтею на відстані 558 370 км. - 22:29: максимальне зближення з Юпітером на відстані 721 670 км від барицентра. - 23:17: проліт повз Іо на відстані 1 129 900 км. |
| 05.08.1979             | | «Вояджер-2» завершив фазу дослідження системи Юпітера. |
| 29.01.1980             | На «Вояджері-1» через погіршення роботи вимкнено фотополяриметр (PPS). | |
| 22.08.1980             | «Вояджер-1» почав фазу дослідження системи Сатурна. | |
| 12.11.1980             | «Вояджер-1» увійшов у систему Сатурна: - 05:41: проліт повз Титан на відстані 6490 км. - 22:16: проліт повз Тефію на відстані 415 670 км. - 23:46:30: максимальне зближення із Сатурном на відстані 184 300 км від барицентра. | |
| 13.11.1980             | «Вояджер-1» досліджує у систему Сатурна: - 01:43: проліт повз Мімас на відстані 88 440 км. - 01:51: проліт повз Енцелад на відстані 202 040 км. - 06:21: проліт повз Рею на відстані 73 980 км. - 16:44: проліт повз Гіперіон на відстані 880 440 км. | |
| 14.11.1980             | «Вояджер-1» завершив фазу дослідження системи Сатурна. | |
| 05.06.1981             | | «Вояджер-2» почав фазу дослідження системи Сатурна. |
| 22.08.1982             | | «Вояджер-2» увійшов у систему Сатурна. 01:26 — проліт повз Япет на відстані 908 680 км. |
| 25.08.1982             | | «Вояджер-2» досліджує систему Сатурна: - 01:25: проліт повз Гіперіон на відстані 431 370 км. - 09:37: проліт повз Титан на відстані 666 190 км. - 22:57: проліт повз Гелену на відстані 314 090 км. |
| 26.08.1982             | | «Вояджер-2» досліджує систему Сатурна: - 01:04: проліт повз Діону на відстані 502 310 км. - 02:22: проліт повз Каліпсо на відстані 151 590 км. - 02:24: проліт повз Мімас на відстані 309 930 км. - 03:19: проліт повз Пандору на відстані 107 000 км. - 03:24:05: максимальне зближення із Сатурном на відстані 161 000 км від барицентра. - 03:33: проліт повз Атлас 287 000 км. - 03:45: проліт повз Енцелад на відстані 87 010 км. - 03:50: проліт повз Янус на відстані 223 000 км. - 04:05: проліт повз Епіметей на відстані 147 000 км. - 06:02: проліт повз Телесто на відстані 270 000 км. - 06:12: проліт повз Тефію на відстані 93 010 км. - 06:28: проліт повз Рею на відстані 645 260 км. |
| 04.09.1982             | | «Вояджер-2» пролетів повз Фебу на відстані 2 075 640 км. |
| 25.09.1982             | | «Вояджер-2» завершив фазу дослідження системи Сатурна. |
| 04.11.1985             | | «Вояджер-2» почав фазу дослідження системи Урана. |
| 24.01.1986             | | «Вояджер-2» досліджує систему Урана: - 16:50: проліт повз Міранду на відстані 29 000 км. - 17:25: проліт повз Арієль на відстані 127 000 км. - 17:25: проліт повз Умбрієль на відстані 325 000 км. - 17:25: проліт повз Титанію на відстані 365 200 км. - 17:25: проліт повз Оберон на відстані 470 600 км. - 17:59:47: максимальне зближення з Ураном на відстані 107 000 км від барицентра. |
| 25.02.1986             | | «Вояджер-2» завершив фазу дослідження системи Урана. |
| Серпень 1987 року      | Мережа далекого космічного зв'язку НАСА, через яку здійснювався зв'язок із «Вояджерами», завершила розширення великих антен на всіх трьох комунікаційних комплексах (у Голдстоуні, Мадриді й Канберрі) з 64 до 70 м, що покращує її здатність вловлювати слабкі радіосигнали «Вояджерів». | Мережа далекого космічного зв'язку НАСА, через яку здійснювався зв'язок із «Вояджерами», завершила розширення великих антен на всіх трьох комунікаційних комплексах (у Голдстоуні, Мадриді й Канберрі) з 64 до 70 м, що покращує її здатність вловлювати слабкі радіосигнали «Вояджерів». |
| 05.09.1987             | 10 років неперервного польоту й функціонування «Вояджера-1». | |
| 25.08.1987             | | 10 років неперервного польоту й функціонування «Вояджера-2». |
| 05.06.1989             | | «Вояджер-2» почав фазу дослідження системи Нептуна. |
| 25.08.1989             | | «Вояджер-2» досліджує систему Нептуна: - 03:56:36 максимальне зближення з Нептуном на відстані 4950 км. - 04:41: проліт повз Галатею на відстані 18 360 км. - 04:51: проліт повз Ларису на відстані 60 180 км. - 05:29: проліт повз Протей на відстані 97 860 км. - 09:23: проліт повз Тритон на відстані 39 800 км. |
| 02.10.1989             | | «Вояджер-2» завершив фазу дослідження системи Нептуна і почав міжзоряну місію. |
| 05.12.1989             | | На «Вояджері-2» задля економії енергії вимкнено широко- та вузькокутні камери наукової системи візуалізації (ISS). |
| 14.02.1990             | На «Вояджері-1» задля економії енергії вимкнено широко- та вузькокутні камери наукової системи візуалізації (ISS). Останні зображення програми «Вояджер», зняті «Вояджером-1» для створення «Сімейного портрета» Сонячної системи. Кадри також стали джерелом відомого зображення Землі під назвою «Бліда блакитна цятка».                                                                                                 | |
| 03.04.1991             | | На «Вояджері-2» через погіршення роботи вимкнено фотополяриметр (PPS). |
| 1992 рік               | | «Вояджер-2» спостерігав наднову V1974 Лебедя у далекому ультрафіолеті. |
| Липень 1994 року       | | «Вояджер-2» намагався спостерігати падіння фрагментів комети Шумейкерів — Леві 9 на Юпітер. |
| 05.09.1997             | 20 років неперервного польоту й функціонування «Вояджера-1». | |
| 20.08.1997             | | 20 років неперервного польоту й функціонування «Вояджера-2». |
| 17.02.1998             | На відстані 69,419 а. о. від Сонця «Вояджер-1» обігнав «Піонер-10» і став найвіддаленішим від Сонця космічним апаратом. «Вояджер-1» віддаляється від Сонця зі швидкістю більш ніж на 1 а. о. на рік швидше, ніж «Піонер-10». | |
| 03.06.1998             | На «Вояджері-1» задля економії енергії вимкнено інфрачервоний інтерферометр-спектрометр (IRIS). | |
| 12.11.1998             | | На «Вояджері-2» задля економії енергії вимкнено ультрафіолетовий спектрометр (UVS). |
| 15.12.2004             | «Вояджер-1» пройшов межу ударної хвилі на відстані 94 а. о. від Сонця і досяг геліощита, де сонячний вітер різко сповільнюється і нагрівається при зіткненні з міжзоряним вітром. | |
| 31.03.2006             | Перше таке аматорське спостереження «Вояджера-1» радіолюбителями AMSAT. | |
| 29.11.2006             | | На «Вояджері-2» помилково увімкнулися обігрівачі магнітометра. Вони залишалися увімкненими аж до 4 грудня 2006 року, через що температура в магнітометрі перевищила 130 °C — це значно вище за його розрахункову робочу температуру. |
| 01.02.2007             | На «Вояджері-1» через погіршення роботи вимкнено плазмовий спектрометр (PLS). | На «Вояджері-2» задля економії енергії вимкнено інфрачервоний інтерферометр-спектрометр (IRIS). |
| 11.04.2007             | На «Вояджері-1» вимкнено обігрівач плазмової підсистеми. | |
| 20.08.2007             | | 30 років неперервного польоту й функціонування «Вояджера-2». |
| 30.08.2007             | | «Вояджер-2» пройшов межу ударної хвилі. |
| 05.09.2007             | 30 років неперервного польоту й функціонування «Вояджера-1». | |
| 06.09.2007             | | На «Вояджері-2» припинив працювати цифровий стрічковий самописець (DTR). |
| 15.01.2008             | На «Вояджері-1» задля економії енергії вимкнено інструмент планетарної радіоастрономії (PRA). Проведення планетарних радіоастрономічних експериментів припинено. | |
| 21.02.2008             | | На «Вояджері-2» задля економії енергії вимкнено інструмент планетарної радіоастрономії (PRA). Проведення планетарних радіоастрономічних експериментів припинено. |
| 22.04.2010— 23.05.2010 | | На «Вояджері-2» виникла проблема із неправильним бітом. |
| Червень 2010 року      | Сонячний вітер, вимірюваний інструментом фіксації низькоенергетичних заряджених частинок, став стабільно нульовим. Це є ознакою того, що «Вояджер-1» вийшов за межі досяжності радіального зовнішнього потоку сонячного вітру. | |
| 07.11.2011             | | «Вояджер-2» перейшов на резервні двигуни для заощадження енергії. |
| 01.12.2011             | Оголошено, що «Вояджер-1» вперше виявив альфа-випромінювання Лаймана, джерелом якого є галактика Чумацький Шлях. Раніше це випромінювання фікусвали лише з інших галактик, але через вплив Сонця випромінювання Чумацького Шляху виявити не вдавалося. | |
| 05.12.2011             | НАСА оголосило, що «Вояджер-1» увійшов у так зване «космічне чистилище» — зону застою, де заряджені частинки, що випромінені Сонцем, сповільнюються та повертаються всередину. Внутрішня межа зони застою розташована приблизно в 113 а. о. від Сонця. | |
| Червень 2012 року      | «Вояджер-1» почав входити в геліопаузу. | |
| 13.08.2012             | | «Вояджер-2» став найдовшою місією НАСА, побивши попередній рекорд безперервної роботи «Піонера-6» (12 758 днів роботи, починаючи з 16 грудня 1965 року). |
| 25.08.2012             | «Вояджер-1» перетнув геліопаузу на відстані 121 а. о. від Сонця і вийшов у міжзоряний простір, ставши першим створеним людиною об'єктом, який покинув Сонячну систему. Факт перетину буде підтверджений лише 9 квітня 2013 року. | |
| 07.11.2012             | | «Вояджер-2» віддалився від Сонця на відстань 100 а. о. (15 млрд км). |
| 07.07.2014             | Ще одне підтвердження, що апарат перебуває у міжзоряному просторі. | |
| 19.04.2016             | На «Вояджері-1» задля економії енергії вимкнено ультрафіолетовий спектрометр (UVS). | |
| 20.08.2017             | | 40 років неперервного польоту й функціонування «Вояджера-2». |
| 05.09.2017             | 30 років неперервного польоту й функціонування «Вояджера-1». | |
| 28.11.2017             | Уперше з листопада 1980 року здійснено маневр корекції траєкторії (TCM). | |
| 05.11.2018             | | «Вояджер-2», рухаючись зі швидкістю 15,341 км/с відносно Сонця, увійшов у міжзоряне середовище на відстані 119,7 а. о. (17,9 млрд км) від нього. |
| 25.02.2019             | | «Вояджер-2» перебував на відстані 120 а. о. (11,2 млрд км) від Сонця. |
| 08.07.2019             | | «Вояджер-2» успішно запустив маневрові двигуни для корекції траєкторії. Востаннє «Вояджер-2» використовував ці двигуни під час зустрічі з Нептуном у 1989 році. |
| 05.11.2019             | | НАСА повідомило, що «Вояджер-2» перетнув межу геліопаузи і передав перші дані, які свідчать про це |
| 2020 рік               | | У 2020 році Мережа далекого космічного зв'язку НАСА втратила вихідний зв'язок із «Вояджером-2» на вісім місяців. Контакт було відновлено 2 листопада завдяки надсиланню апарату низки інструкцій, які той згодом виконав і повідомив про відновлення зв'язку. |
| Жовтень 2020 року      | Обидва «Вояджери» виявили значне несподіване збільшення густини речовини за межами Сонячної системи. | Обидва «Вояджери» виявили значне несподіване збільшення густини речовини за межами Сонячної системи. |
| 12.02.2021             | | Повне відновлення зв'язку з «Вояджером-2» після масштабної модернізації антени наземної станції, яка тривала цілий рік. |
| Травень 2022 року      | НАСА повідомило, що «Вояджер-1» почав передавати «загадкові» телеметричні дані, хоча загальний стан апарата залишався робочим. Виявилося, що система контролю положення (AACS) надсилає телеметрію через комп'ютер, який не працював багато років, через що дані пошкоджувалися. | |
| Серпень 2022 року      | Проблему із системою контролю положення усунуто. | |
| Квітень 2023 року      | | Вчені переналаштували роботу «Вояджера-2» так, що він зможе перебувати в робочому стані до 2026 року. |
| 18.07.2023             | | «Вояджер-2» обігнав «Піонер-10», ставши другим за віддаленістю від Сонця космічним апаратом. |
| 21.07.2023             | | Зв'язок із «Вояджером-2» було тимчасово втрачено через серію помилкових команд, надісланих 21 липня. Завдяки корегуванню орієнтації зв'язок з апаратом було відновлено. |
| 14.11.2023             | Через проблеми із системою польотних даних (FDS) «Вояджер-1» не в змозі надсилати придатні для використання дані на Землю, інженери починають шукають спосіб усунення проблеми. | |
| 20.04.2024             | Інженери відновили зв'язок з апаратом, перемістивши код зі зламаної мікросхеми пам'яті у FDS. | |
| 26.09.2024             | | На «Вояджері-2» задля економії енергії вимкнено плазмовий спектрометр (PLS). |
| Жовтень 2024 року      | Через спрацювання системи захисту від несправностей «Вояджер-1» вимкнув радіопередавач X-діапазону, який використовувався для зв'язку з Мережею далекого космічного зв'язку НАСА. 19 жовтня передача даних припинилася; система захисту знову спрацювала і перемкнулася на передавач S-діапазону, який востаннє використовувався в 1981 році. Радіопередавач X-діапазону вдалося відновити в середині листопада 2024 року. | |
| 25.02.2025             | На «Вояджері-1» задля економії енергії вимкнено систему вимірювання космічних променів (CRS). | |
| 24.03.2025             | | На «Вояджері-2» задля економії енергії вимкнено інструмент для вимірювання енергії низькоенергетичних заряджених частинок (LECP). |